# インドネシア・マスターズ
インドネシア・マスターズ (Indonesia Masters)は、BWFワールドツアースーパー500のバドミントンの国際大会(2021年のみスーパー750)。以前はインドネシアオープングランプリゴールドとして知られていたが、2014年からインドネシア・マスターズに名称が変更された。

## 優勝選手
| 年   | 男子シングルス                   | 女子シングルス                 | 男子ダブルス                                                        | 女子ダブルス                          | 混合ダブルス                                                  |
| ---- | -------------------------------- | ------------------------------ | ------------------------------------------------------------------- | ------------------------------------- | ------------------------------------------------------------- |
| 2025 | クンラブット・ビチットサーン     | ラチャノック・インタノン       | マン・ウェイチョン ティー・カイウン                                 | 金慧貞 孔熙容                         | 緑川大輝 齋藤夏                                               |
| 2024 | アンダース・アントンセン         | 王祉怡                         | レオ・ローリー・カルナンド ダニエル・マーティン                     | 劉聖書 譚強                           | 鄭思維 黄雅瓊                                                 |
| 2023 | ジョナタン・クリスティー         | 安洗塋                         | レオ・ローリー・カルナンド ダニエル・マーティン                     | 劉聖書 張殊賢                         | 馮彥哲 黄東萍                                                 |
| 2022 | ビクター・アクセルセン           | 陳雨菲                         | ファジャル・アルフィアン ムハマド・リアン・アルディアント           | 陳清晨 賈一凡                         | 鄭思維 黄雅瓊                                                 |
| 2021 | 桃田賢斗                         | 安洗塋                         | 保木卓朗 小林優吾                                                   | 志田千陽 松山奈未                     | デチャポル・プアヴァラヌクロー サプシリー・タエラッタナチャイ |
| 2020 | アンソニー・シニスカ・ギンティン | ラチャノック・インタノン       | マルクス・フェルナルディ・ギデオン ケビン・サンジャヤ・スカムルジョ | グレイシア・ポリー アプリヤニ・ラハユ | 鄭思維 黄雅瓊                                                 |
| 2019 | アンダース・アントンセン         | サイナ・ネワール               | マルクス・フェルナルディ・ギデオン ケビン・サンジャヤ・スカムルジョ | 松友美佐紀 高橋礼華                   | 鄭思維 黄雅瓊                                                 |
| 2018 | アンソニー・シニスカ・ギンティン | 戴資穎                         | マルクス・フェルナルディ・ギデオン ケビン・サンジャヤ・スカムルジョ | 松友美佐紀 高橋礼華                   | 鄭思維 黄雅瓊                                                 |
| 2017 | 未開催                           | 未開催                         | 未開催                                                              | 未開催                                | 未開催                                                        |
| 2016 | 石宇奇                           | ブサナン・オングブンルングパン | ワーユ・ナヤカ ケビン・サンジャヤ・スカムルジョ                     | 蔡侑玎 金昭映                         | ロナルド・アレクサンダー メラティデファ・オクタフィアンティ   |
| 2015 | トミー・スギアルト               | 何冰娇                         | ベリー・アングリアワン リアン・アグン・サプトロ                     | 唐渊渟 于洋                           | タトウィ・アーマド リリヤナ・ナトシール                       |